# Сезар де Шуазель дю Плессі-Праслен
Сезар де Шуазель дю Плессі-Праслен (*César de Choiseul du Plessis-Praslin, 12 лютого 1598 —†23 грудня 1675) — французький військовий діяч, дипломат, маршал.

## Життєпис
Походив з аристократичного роду Шуазель. Народився у 1598 році у Парижі. У 1612 році Шуазель записується до війська. Його походження та підтримка кардинала Рішельє сприяло кар'єрі. Вже у 1627 році він полковник. Брав участь в облозі Ла Рошелі, яка тривала до 1628 року. Тоді ж командував захистом островів Ре та Олерон (неподалік від ла Рошелі) від атаки англійського війська на чолі із герцогом Бекінгемом.
У 1630 році він вже учасник франко-савойської війни. Шуазель був у військ, яке захопило важливу фортецю Пінероль. Згодом виконує дипломатичні завдання Рішельє. завдяки спритності Шуазеля герцоги Парми, Мантуї та Савої утрималися від вступу у Тридцятирічну війну на боці Австрії. У 1630–1635 роках виконував обов'язки посла при дворі Савойї. У 1635 році за свою службу отримав підвищення до бригадира.
У 1640 році призначається губернатором Туріна. Веде активну боротьбу з іспанцями у П'ємонті. У 1642 році отримує звання генерал-лейтенанта. У 1645 році його переводять до Іспанії, де точилася війна у Каталонії. Тут Шуазель звитяжив, захопивши важливу фортецю Росас. За це отримав звання маршала. У 1646 році він повертається до Італії, де захопив о. Ельбу та Пьомбіно у іспанців. Після чого рушив до Ломбардії, де переміг ворога у битві при Транчероні й захопив Мілан.
З початком у 1648 році Фронди став на бік королівської родини та кардинала Мазаріні. Захищав передмістя Сен-Дені він повсталих. Не допустив віконта де Тюренна до Парижу. У 1650 році змусив іспанців зняти облогу фортеці Гіз у Вермандуа. Згодом переміг Тюренна та іспанців у битві при Ретелі. За свої заслуги призначається у 1652 році державним міністром. Водночас відповідав за зведення укріплень Перпіньяну. У 1661 році стає кавалером Ордену Святого Духа. У 1665 році за наказом короля Людовика XIV стає герцогом та пером. У 1670 році вів перемовини з Англією, які завершилися Дуврським союзом проти Голландії. Помер Шуазель у 1675 році у Парижі, залишивши цікаві «Мемуари».

## Родина
Дружина — Коломба де Шаррон
Діти:
- Сезар (д/н—1648), лицар Мальтійського ордену
- Олександр
- Сезар Огюст (1637–1705)